# Savusavu

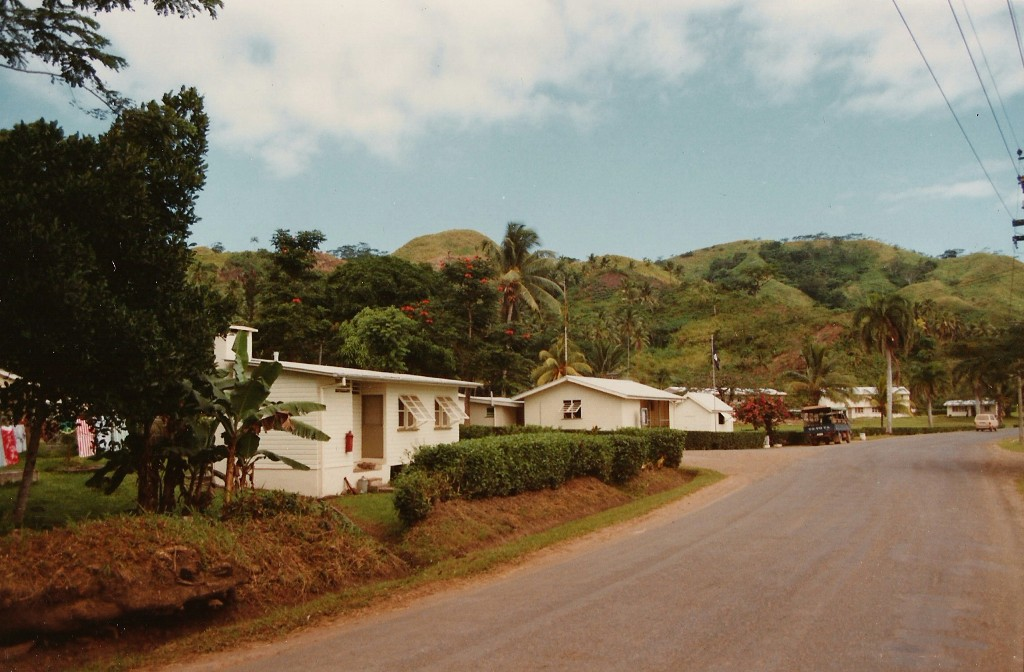
Savusavu

Savusavu är en ort i den fijianska provinsen Cakaudrove på ön Vanua Levu. Den hade enligt 1996 års folkräkning 4 962 invånare.
Staden är känd för sina heta källor. En ny undersökning visar på att Savusavus heta källor skulle kunna generera tillräckligt med elektricitet för att försörja hela ön.
Savusavu har en stor koprakvarn, och mycket av dess turism byggde förr på detta. Idag börjar turismen bli viktigare och viktigare, mycket tack vare dykning- och båtkörningsfaciliteter.
Savusavu blev en ort 1969.